# كريستوفر سنودن
كريستوفر سنودن اسمه الكامل السير كريستوفر ماكسويل سنودن (بالإنجليزية : Sir Christopher Maxwell Snowden) ولد في 5 مارس 1956 في كينغستون هول, بريطانيا. هو نائب رئيس جامعة ساوثامبتون في ساوثامبتون ، المملكة المتحدة.
شغل منصب رئيس الجامعات البريطانية لمدة لسنتين إلى حدود من 31 يوليوز 2015.